# Sari (bok)
Sari är en bok från 1958 av den svenske författaren Eric Lundqvist. Boken handlar om författarens indonesiska hustru Sari och beskriver hennes barndom och ungdom fram tills hon träffade Lundqvist i slutet av 1930- talet. 
Sari föddes och växte upp i en liten by på sluttningen till en vulkan på Java. Hennes far var en dukun, "trollkarl" och en relativt mäktig man i byn. Ändå var det neneh, Saris mormor som hade störst betydelse för hennes uppfostran. Boken skildrar ömsint och suggestivt den värld Sari växte upp i, där tigern fortfarande levde i djungeln på vulkansluttningarna och övernaturliga väsen som orang gaib var en realitet i människornas liv. I tonåren blir Sari bortgift men vantrivs med äktenskapet och flyr till Borneo. På Borneo får hon efter en tid anställning som hushållerska hos Eric Lundqvist, som var chef för ett skogsavverkningsföretag. Efter ett tag blir Eric och Sari ett par, men får kämpa mot omgivningens fördomar innan de blir accepterade som man och hustru.
I slutet av boken låter författaren Sari själv tala och hon får ge sin syn både på det nya, självständiga Indonesien och det svenska folkhemmet dit hon och Eric flyttat.